# Емлиххајм
Емлиххајм (њем. Emlichheim) општина је у њемачкој савезној држави Доња Саксонија. Једно је од 26 општинских средишта округа Графшафт Бентхајм. Према процјени из 2010. у општини је живјело 6.938 становника. Посједује регионалну шифру (AGS) 3456002.

## Географски и демографски подаци
Емлиххајм се налази у савезној држави Доња Саксонија у округу Графшафт Бентхајм. Општина се налази на надморској висини од 14 метара. Површина општине износи 48,6 km². У самом мјесту је, према процјени из 2010. године, живјело 6.938 становника. Просјечна густина становништва износи 143 становника/km².

## Међународна сарадња
| Мјесто     | Држава    | Врста сарадње | Од    |
| ---------- | --------- | ------------- | ----- |
| Шонебек    | Холандија | контакт       | 2000. |
| Генемујден | Холандија | партнерство   | 1979. |
| Куверден   | Холандија | контакт       | 2000. |
| Извор      |           |               |       |